# 褐鼷鼠屬
褐鼷鼠屬（学名：Scotinomys），哺乳綱、囓齒目、倉鼠科的一屬，而與褐鼷鼠屬（褐鼷鼠）同科的動物尚有棉鼠屬（棕棉鼠）、稻水鼠屬（哈氏稻水鼠）、厄瓜多爾鬃鼠屬（厄瓜多爾鬃鼠）、南美水鼠屬（南美水鼠）等之數種哺乳動物。

## 下属物种
本属包括以下物种：
- Scotinomys teguina (Alston, 1877)
- Scotinomys xerampelinus (Bangs, 1902)